# راینر گیس
راینر گیس (آلمانی: Reiner Gies؛ زادهٔ ۱۲ مارس ۱۹۶۳) بوکسور اهل آلمان بود.
وی در مسابقات کشوری و بین‌المللی در مجموع برندهٔ ۱ مدال برنز شده‌است.